# Beryl
Beryl（べりる）はX Window SystemおよびOpenGL上で動作するウィンドウマネージャである。
2006年9月19日、QuinnStormと開発チームがcompiz-quinnstormより分離しプロジェクトを発足した。2007年5月、複数の機能を実現したBerylはCompizと再び統合し、Compiz Fusionとして、その開発は引き継がれている。

## Compizとの違い
FAQ/Berylに挙げられているもの
- gconfを使わないフラットファイルの設定ファイル
- プラグインの多さ
- 活発な開発スピード
- 3つのウインドウ・デコレータがある：Emerald、Heliodor、Aquamarine
- Emerald Theme Managerというテーママネージャがある
- Beryl Project Forums[リンク切れ]というコミュニティで開発中
  - Compizは、David RevemanによってCompiz forums[リンク切れ]というコミュニティで開発中

## システム要件
- マイクロプロセッサ：1.2GHz
- メモリ：256MB
- グラフィックスボード：GeForce 3/i855/Radeon 7500
- Xorg 7.1 と Mesa の最新バージョン（推奨）[リンク切れ]